# Tokarivka
Tokarivka (în ucraineană Токарівка) este o așezare de tip urban din raionul Veselînove, regiunea Mîkolaiiv, Ucraina. În afara localității principale, mai cuprinde și satele Bondarivka, Mîhailivka, Novomîkolaiivka, Novopavlivka, Vînohradivka și Voronivka.

## Demografie
Componența lingvistică a așezării de tip urban Tokarivka
     Ucraineană (91,31%)
     Rusă (7,48%)
     Alte limbi (0,57%)
Conform recensământului din 2001, majoritatea populației așezării de tip urban Tokarivka era vorbitoare de ucraineană (91,31%), existând în minoritate și vorbitori de rusă (7,48%).